# Torre de los Moreno
La torre de los Moreno (en gallego: torre dos Moreno) es conceptualmente una casa de indiano situada en Ribadeo (España), promovida por los hermanos José María y Juan Moreno Ulloa, que habían emigrado y hecho fortuna en Argentina, si bien hay autores que ponen en duda el origen indiano de sus promotores, y proyectada en 1912 por el arquitecto Julián García Núñez y el ingeniero militar Ángel Arbex.
En 1995 fue incoado el expediente de declaración del edificio como Bien de Interés Cultural (BIC) dentro del catálogo de monumentos del patrimonio histórico de España. Desde 1997 la torre de los Moreno es monumento BIC.

## Descripción
Se trata de una construcción compleja en cuanto a su disposición de volúmenes, repleto de asimetrías y rupturas volumétricas, que muestra un estilo ecléctico con elementos modernistas. En origen se trataba de un edificio de viviendas de alquiler.
La planta del palacete dispone de 950 m², y el solar, 1050 m². Consta de planta baja, entresuelo, tres plantas de pisos y bajocubierta, la parte que sobresale de la torre principal. 
Cada planta aloja dos viviendas principales con numerosas estancias, que incluyen las habitaciones principales, secundarias y de servicios, con alturas entre forjados de cuatro metros.  
En la fachada posterior las estancias son semicirculares y están cerradas con amplias galerías de madera.
La ornamentación de las fachadas, especialmente en la principal, es profusa y rica en elementos de diversa índole, como grecas vegetales marcando las líneas de imposta, pilastras clásicas en los balcones o ménsulas decoradas con guirnaldas. Las galerías de la fachada principal son de hierro fundido, coronadas por tres arcos y con vidrios policromados. 
El mirador de la torre está rematado con tejado con mansarda coronado con una pequeña cúpula sujeta por cuatro cariátides y cubierta por material cerámico vidriado de color rojo.
Cuenta con tres escaleras que facilitan la comunicación y seis patios para garantizar la iluminación y la ventilación de las habitaciones interiores. En cada planta hay dos viviendas, en las que están incluidas habitaciones principales, secundarias y de servicios, con alturas de cuatro metros.
La estructura sobre la que se alza la torre de los Moreno es de hormigón armado, material todavía poco usado en la zona, por lo que se debió de elaborar con cierto desconocimiento, dando lugar a se degradación prematura.

## Ruina  y reconstrucción
A pesar de su catalogación como BIC, la rehabilitación de la Torre colisionó siempre con la reticencia de los propietarios y los últimos inquilinos. El 23 de diciembre de 2010 se publicó en el DOG una resolución que daba por finalizado un convenio establecido entre el ayuntamiento y los inquilinos, facilitando a la administración pública la intervención en el edificio para su rehabilitación.
En 2011 una empresa propietaria de grandes inmuebles históricos y dedicada al sector hostelero adquirió el  61% de la propiedad, iniciándose ese mismo año trabajos de consolidación. En 2019, la misma empresa adquirió un 20% más,  
perteneciente al Ayuntamiento de Ribadeo, con la intención de realizar una reconstrucción integral.